# Ksawery Turski
Ksawery Turski herbu Rogala – stolnik szadkowski w latach 1784–1793, cześnik radomszczański w 1784 roku.
Poseł na sejm 1784 roku z województwa sieradzkiego. Poseł na sejm 1786 roku z województwa sieradzkiego.